# Radio Fugue
Pour les articles homonymes, voir Fugue (homonymie).
 (février 2021).
Améliorez-le ou discutez des points à vérifier. 
Radio Fugue est une webradio française de Picardie qui portait auparavant le nom de Fugue, avant la disparition de cette radio des ondes.

## Historique

### Création
Radio Fugue Jeunesse a été créée par un groupe d'étudiants en 1982,,,, par François Boulanger, Jean-Marc Geyer, Eric Hennique, Benjamin Schwarz,Sylvain Dubois. Le premier studio était installé dans le grenier d'un des quatre fondateurs puis dans un camion stationné sur le plateau de Margny-lès-Compiègne,,. La couleur musicale de la station (Pop/Rock/West Coast) attire les auditeurs de Compiègne. La station se professionnalise avec l’aide de Stéphane Duriez (RFM) et de Bertrand Lesguillons, devient Radio Fugue puis Fugue FM et enfin Fugue,. Elle passe du statut associatif à celui de commercial en 1986 grâce au soutien du CILOVA et reçoit à nouveau l'autorisation d'émettre.
En 1993, elle fait parler d'elle internationalement par son intention de diffuser une fréquence anti-moustiques,. Le magazine américain Time, le Wall Street Journal, le Japan Times, le Daily Mail anglais, entre autres, publient l'information qui fait le tour du monde et les télévisions anglaises et australiennes dépêcheront même des journalistes jusqu'à la radio jusqu'à ce que Fidel Acaso, un des animateurs de la radio ne reconnaisse le canular.
Sous l’impulsion de Laurent Pierrepont, Nathalie Gomez, Danièle Grenet de Pascal Loisel, et de nombreux partenaires financiers lui permettent de devenir l'une des plus importantes radios privées de l'Oise puis de Picardie avec 6 fréquences et de magnifiques studios, réalisés par Yannick Tranchant, situés rue Clément Ader à Compiègne. Son format « Music & News – Top 40 », artistiquement proposé par Pierre Desaint et Christophe Espinasse, aidé de Witek Consulting (en 2000), permet à la station d’être crédité de plus de 30 000 auditeurs/jours.

### Développement
En 1999, Fugue se rapproche du groupe nordiste Contact FM qui prend des participations dans la station et conçoit les programmes. Le directeur de Contact FM de l'époque, Laurent Hongne, est remplacé à la tête de la radio Dance où il a fortement contribué à une explosion de l'audience, et prend la direction de Fugue,.
Après presque deux années à la direction et une audience multipliée par 4, Jérôme Delaveau, transfuge de Radio Scoop, est nommé en lieu et place de ce dernier, une nouvelle fois transféré, cette fois à la direction des programmes de « Contact 2 » qui deviendra plus tard Zi-One, en 2002, (qui cessera d’émettre fin 2008). Alors créditée de 45 000 auditeurs quotidiens sur la région Picardie, Jérôme Delaveau accentue le positionnement « CHR rythmic » de l'antenne, initié par son prédécesseur, avec une programmation « Dance/rnb ».
En 2001, Fugue dépasse largement ses objectifs et est créditée de 78 000 auditeurs quotidiens, et dépasse notamment de trois points sa grande sœur, Contact FM sur Amiens, ou les deux antennes possédaient une fréquence.
Après plusieurs tentatives et demandes infructueuses, la direction de Contact FM, obtient ce qu'elle souhaitait depuis la reprise en 1999, à savoir l'autorisation de basculer Contact FM sur les fréquences de Fugue via le retrait d'autorisation d'émission,.

### Arrêt de la radio
En 2002, le CSA retire à la société Fugue FM, l'exploitation de la station qui change de nom pour devenir sur le papier, Fugue, programme Contact, puis simplement Contact quelques mois plus tard. L'histoire retiendra que la « remplaçante » de Fugue, fera moins d'audience que la radio picarde à son époque, avec les mêmes fréquences, et un bassin de population en constante augmentation.
Fugue est à l’origine de nombreux événements (Nuit des jeunes talents, Opération Beaujolais, La Radio 100 % anti-moustique, Opération Bons conducteurs, Fugue Sun Party, Raid vert…) et a parrainé de multiples manifestations locales (Foire aux fromages et aux vins, fête de la musique, Festival des Picantins, Elections Reine du muguet,…).

### L'après Radio Fugue
Le 19 juin 2010, à l'initiative de Christophe Espinasse, la Fugue Team se retrouve pour fêter le trentième anniversaire de la création des FM sur Compiègne. Radio Graf'hit "Compiègne accepte de devenir Fugue l'espace d'une journée. Les animateurs prennent les platines du Dream, discothèque située à Compiègne, pour la Fugue FM Night Fever, nos plus belles années.
De nos jours, les ex-Fugueurs travaillent sur les plus grandes radios ou TV françaises voire européennes. Fugue a formé beaucoup de talents : Dario (Fun Radio), Bob (Ouï FM), Thierry David (Canal+), Pierre Fossé ( Fun Radio, Voltage ), Bertrand Lesguillons (NRJ), Christelle Chiroux (TF1), Éric Laforge (Classic 21), Nadia Penven (France 3), Chris Ratinaud (RFM), Emmanuel Marolle (Le Parisien), Philippe Despont (RFM)…,.

### Webradio
Elle est relancée en 2012 sur internet par trois de ses anciens responsables, Christophe Lespinasse, Régis Castanheira et Pascal Loisel,,,.

### Chronologie
- 1er avril 1982: Création de Radio Fugue Jeunesse[2].
- 1er août 1982 : Autorisation d'émettre.
- 1986 : Devient une radio commerciale.
- août 1987 : Autorisation d'émettre[8]
- février 1994 : Rejoint le GIE « Les Indépendants ».
- 1999 : Fugue se rapproche de Contact FM et s'installe à Amiens puis à Tourcoing dans les locaux de Contact FM.
- 22 octobre 2002 : L'autorisation d'émettre accordée à l'association Fugue est abrogée par le CSA. La station entre dans le giron de Contact FM, le programme s'intitule désormais Fugue, programme Contact.
- 2 décembre 2002 : Fugue laisse définitivement la place à Contact FM.
- 2 décembre 2012 : Fugue est de retour sous son nom d'origine : Radio Fugue.

## Logos

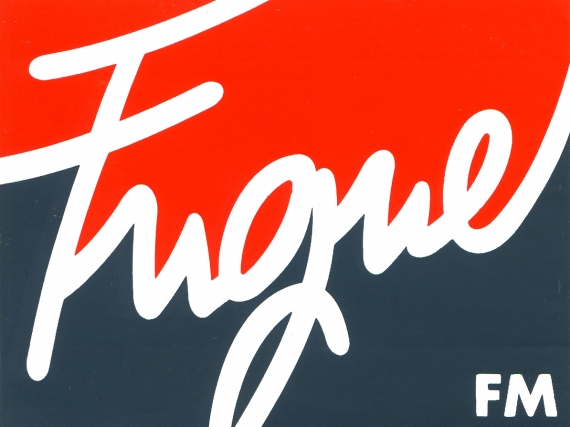
1989
1993
1999
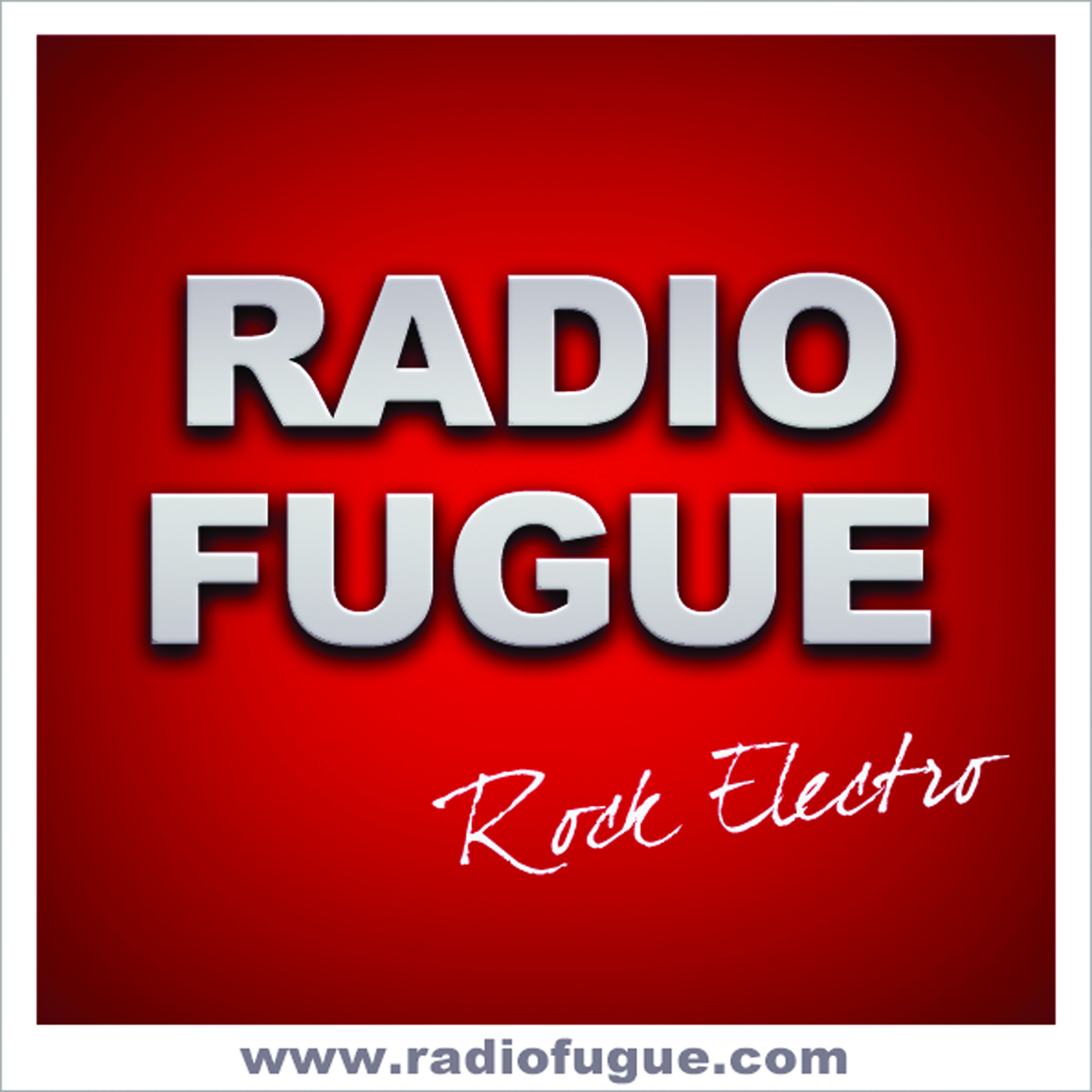
2014

## Programmation
- Programmation de 65 % de gold et 55 % de musiquefrancophone.
- Cible: les 20-34 ans.
- De 1999 à 2002: programme dance et techno.
- Depuis 2014: Classic Rock, Rock, Electro.